# Cosmo Jarvis

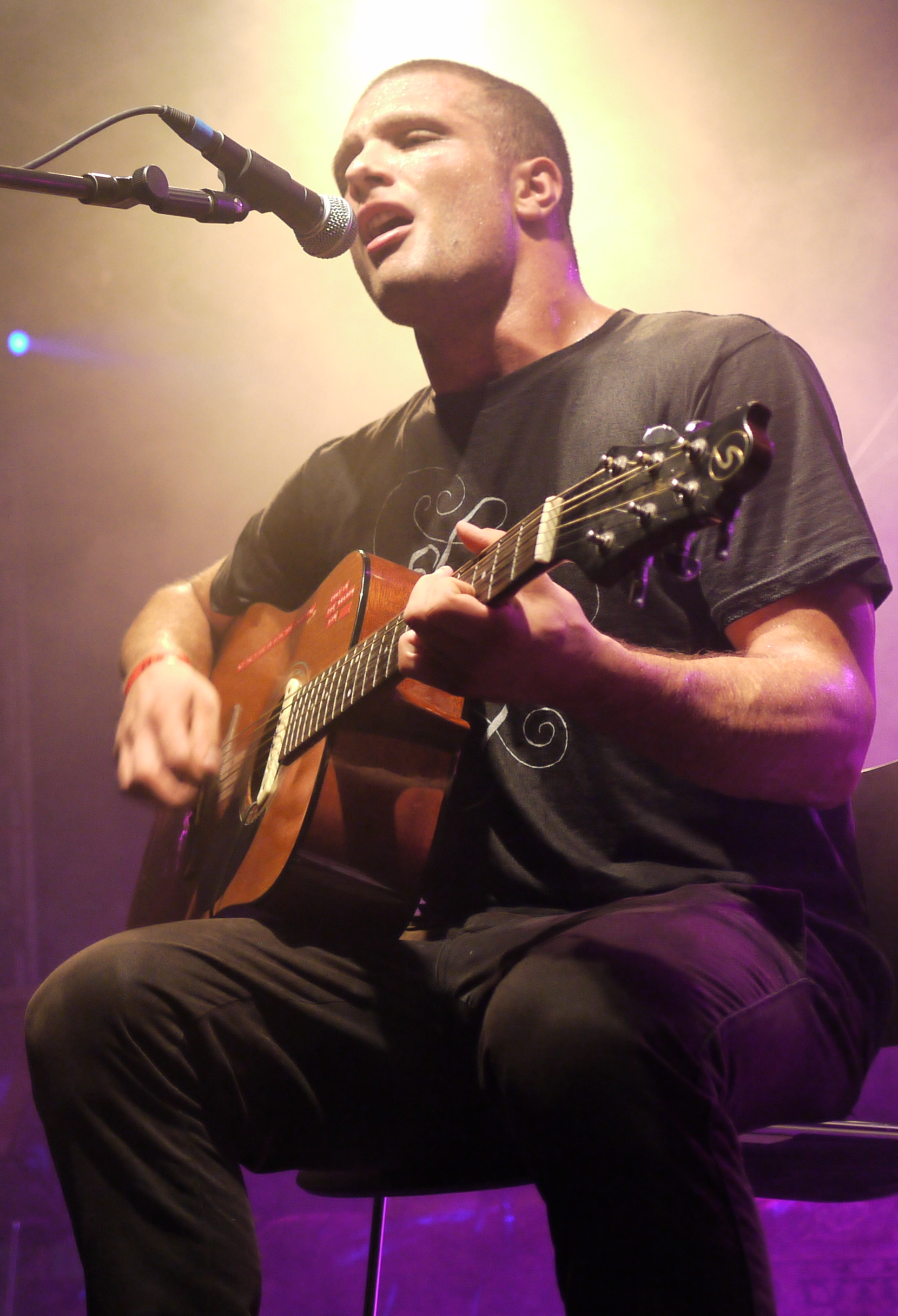
Cosmo Jarvis

Cosmo Jarvis (* 1. September 1989 in Ridgewood, New Jersey, bürgerlich Harrison Cosmo Krikoryan Jarvis) ist ein britischer Schauspieler, Filmemacher und Singer-Songwriter, der vor allem den Genres Indie und Alternative zugeordnet werden kann.

## Leben
Cosmo Jarvis ist der Sohn einer armenisch-amerikanischen Mutter und eines britischen Vaters. Er zog schon im Kindesalter mit seiner Familie nach Devon (England). Jarvis begann mit 12 Jahren Musik zu machen und Kurzfilme auf VHS-Videokassetten zu drehen. Nach dem Verlassen der Schule im Alter von 16 Jahren veröffentlichte er als 19-Jähriger sein erstes Album Humasyouhitch/Sonofabitch, ein Doppelalbum mit insgesamt 21 Titeln, bei dem Londoner Independent-Label „Wall of Sound“ am 16. November 2009.
2010 spielte er auf den deutschen Festivals Hurricane und Southside.
Sein zweites Album Is the world strange or am I strange erschien im Jahr 2011 in Großbritannien bei dem Independent-Label „25th Frame“, und im Januar 2012 in Deutschland. Die erste Single Gay Pirates erschien am 23. Januar 2011 in Großbritannien. 
2012 erschien sein letztes Album, seitdem konzentriert er sich vor allem auf die Schauspielerei und hatte diverse Rollen in Filmen, darunter in den von Kritikern gelobten Film Lady Macbeth  und die Hauptrolle in der erfolgreichen amerikanischen Serie Shogun.

## Diskografie

### Alben
- 2009: Humasyouhitch/Sonofabitch
- 2011: Is the world strange or am I strange? (2012 in Deutschland erschienen)[4]
- 2012: Think Bigger[5]

## Filmografie
- 2009: The Alley Way (Kurzfilm)
- 2012: The Naughty Room
- 2016: Lady Macbeth
- 2018: Hunter Killer
- 2018: Auslöschung (Annihilation)
- 2019: Peaky Blinders – Gangs of Birmingham (Peaky Blinders, Fernsehserie, 3 Folgen)
- 2019: Nocturnal
- 2019: Shadow of Violence (Calm with Horses)
- 2020: The Evening Hour
- 2020: Raised by Wolves (Fernsehserie)
- 2022: It Is In Us All
- 2022: Überredung (Persuasion)
- 2024: Shōgun (Fernsehserie)
- 2024: Inside
- 2025: The Alto Knights
- 2025: Warfare

## Auszeichnungen
British Independent Film Award
- 2021: Nominierung als Bester Hauptdarsteller (Shadow of Violence)[6]
- 2022: Nominierung als Bester Hauptdarsteller (It Is In Us All)[7]

Irish Film & Television Award
- 2023: Nominierung als Bester internationaler Schauspieler (It Is In Us All)[8]

London Critics’ Circle Film Award
- 2021: Nominierung als Bester britischer Darsteller (für Shadow of Violence und Nocturnal)[9]